# 1-я армия (Франция)
1-я армия Франции (фр. 1ère Armée) — полевая армия Сухопутных войск Франции, участвовавшая в Первой и Второй мировых войнах.

## Первая мировая война
Первым командующим 1-й французской армией стал генерал Огюст Дюбай. Дислоцировалась армия между Бельфором и линией Миркур-Люнвилль, штаб-квартира располагалась в Эпинале. В начале войны 1-я армия при поддержке 2-й армии заняла Лотарингию, участвовала в боях за Сарребург. После боёв с 6-й германской армией под командованием кронпринца Рупрехта французские войска отступили. Дюбой был смещён в 1915 году, в 1916 году на должности командующего армией побывали четыре человека, а в 1917 году — пятеро.

### Структура армии
Армия под руководством Дюбая состояла из пяти корпусов (7-й, 8-й, 13-й, 14-й и 21-й), двух кавалерийских дивизий и резервной пехотной дивизии. Упоминается, что в битве при Пашендейле армия состояла из двух корпусов: 1-го армейского корпуса (4 дивизии) и 36-го армейского корпуса (2 дивизии).

## Вторая мировая война
Командовал армией в начале Второй мировой генерал Жорж Бланшар. В состав армии, которая защищала французские границы, входил 4-й армейский корпус. После вторжения немцев в страну 1-я армия вместе с Британскими экспедиционными силами отступила на север для попытки задержать немцев, но попала в «мешок». Остатки армии после эвакуации войск в Дюнкерке в размере 40 тысяч человек расположились в Лилле, где под командованием Жан-Батиста Молинье в течение трёх дней обороняли город от сил 7 дивизий численностью 110 тысяч человек и 800 танков. В бою им удалось взять в плен командира 253-й пехотной дивизии генерала Фрица Кюне. 29 мая 1940 армия перестала существовать.
В 1944 году генерал Жан де Латр де Тассиньи восстановил армию, и она высадилась на юге Франции в составе 6-й группы армий союзников. 25 сентября 1944 она получила официально имя 1-й армии. В боях за Марсель, Тулон и Лион армия сумела сформировать фактически правый фланг южной группировки союзных войск, который располагался недалеко от швейцарской границы. В состав армии вошли 1-й и 2-й корпуса. Армия освободила Вогезы (в том числе Бельфор), затем в ноябре 1944 года близ Бюрно уничтожила 4-й корпус люфтваффе, а в феврале 1945 года в рамках Кольмарской операции очистила западный берег Рейна от немцев к югу от Страсбурга. В марте 1945 года армия прорвала линию Зигфрида в Бинвальдском лесу близ Лаутербурга, а в апреле окружила и уничтожила 18-й корпус СС в Шварцвальде. В конце войны армия дошла до истока Дуная, благодаря чему и получила свой девиз.
Де-юре была распущена в 1980-е годы, де-факто несла службу на французских границах (1-й, 2-й и 3-й корпуса) в годы холодной войны.

### Структура армии
1-я французская армия состояла преимущественно из арабов Магриба и негров, которые участвовали в боях за Корсику в сентябре-октябре 1943 года и в боях в Италии в 1943—1944 годах. В бои было вовлечено около 130 тысяч человек. Во время освобождения Франции в рядах армии сражались до 260 тысяч человек (половина из них были жителями Магриба), а в боях в Германии и Австрии участвовало 320 тысяч человек. Армия состояла из следующих соединений:
- 1-я бронетанковая дивизия
- 2-я бронетанковая дивизия
- 5-я бронетанковая дивизия
- 1-я французская свободная пехотная дивизия
- 2-я марокканская пехотная дивизия
- 3-я алжирская пехотная дивизия
- 4-я марокканская горнопехотная дивизия
- 9-я колониальная пехотная дивизия
- Гумьеры (четыре группы приравнивались к одной бригаде)

## Командующие

### Первая мировая война
- Огюст Дюбай (1 августа 1914 — 5 января 1915)
- Пьер Рок (5 января 1915 — 25 марта 1916)
- Оливье Мазель (25 — 31 марта 1916)
- Огустин Жерар (31 марта — 31 декабря 1916)
- Эмиль Файоль (31 декабря 1916 — 6 мая 1917)
- Жозеф Альфред Мишеле (6 мая — 1 июня 1917)
- Анри Гуро (1 июня — 15 июня 1917)
- Франсуа Антуан (15 июня — 21 декабря 1917)
- Мари-Эжен Дебеней (21 декабря 1917 — 11 ноября 1918)

### Вторая мировая война
- Жорж Бланшар (2 сентября 1939 — 26 мая 1940)
- Рене Приу (26 — 29 мая 1940)
- Жан де Латр де Тассиньи (сентябрь 1944 — 1 августа 1945)